# Vũ Lăng, Tiền Hải
Vũ Lăng là một xã thuộc huyện Tiền Hải, tỉnh Thái Bình, Việt Nam.
Xã có diện tích 6,02 km², dân số năm 1999 là 4.736 người, mật độ dân số đạt 787 người/km².